# Petit temple d'Aton
Pour les articles homonymes, voir Temple d'Aton.
Le petit temple d'Aton est un temple dédié à Aton situé dans l'ancienne ville égyptienne d'Amarna. C'est l'un des deux principaux temples de la ville, l'autre étant le grand temple d'Aton. Il est situé à côté de la Maison du Roi et près du Palais Royal, dans la partie centrale de la ville. Connu à l'origine sous le nom de Hwt-Jtn ou Manoir d'Aton, il a probablement été construit avant le grand temple. Sa seule représentation contemporaine se trouve dans la tombe de Toutou (tombe 8 d'Amarna). Comme les autres structures de la ville, il a été construit rapidement et a donc été facile à démonter et à réutiliser les matériaux pour une construction ultérieure.
Il a été fouillé pour la première fois en 1931 par la Société d'exploration de l'Égypte.

## Description
La structure était entourée d'un grand mur d'enceinte en téménos fait de grandes briques mesurant 37 x 19 x 14,5 cm. Le téménos entourait une zone de 127 m sur 200 m. À l'extrémité est, on a retrouvé des restes de parterres de fleurs et une allée d'arbres le séparait des bâtiments environnants. L'entrée principale se faisait par l'ouest, à travers deux pylônes massifs en briques. Chaque pylône était doté d'emplacements pour deux mâts de drapeau. Les murs faisant saillie vers l'avant à partir de la porte du pylône qui abritaient à l'origine des portes. Dans l'entrée principale, une grande surface de plâtre préservé a été trouvée portant les empreintes de blocs et les marques de maçon. Cette zone de plâtre était la base d'une plate-forme ultérieure avec une approche extérieure en gradins et un intérieur en rampe. La découverte d'un chaton de bague portant le nom « Ânkh-Khéperourê » permet de dater cette découverte du règne des pharaons Smenkhkarê ou Ânkh-Khéperourê. Des entrées plus petites, avec leurs propres murs en saillie, ont été trouvées de chaque côté des pylônes principaux.

### Première cour
La cour extérieure du sanctuaire comportait des ailes en saillie de chaque côté du bâtiment principal. L'extérieur de ces murs était en pierre et les cloisons en briques de terre. Une rampe à balustrade menait à la première cour du sanctuaire, passant entre deux minces pylônes, et continuait probablement comme une chaussée jusqu'à l'autel au centre. Cette première cour était pleine de tables d’offrandes. La mince porte d'entrée menant à la cour intérieure était flanquée de quatre grandes colonnes de chaque côté. Il est probable que les statues en pierre calcaire grandeur nature, dont les fragments ont été retrouvés dans la décharge, se trouvaient autrefois dans cette zone. L'entrée de la cour intérieure était du même type sinueux que celle du Grand Temple d'Aton. La cour entière était remplie de tables d'offrandes et entourée de petites chapelles encastrées dans les murs.

### Deuxième cour

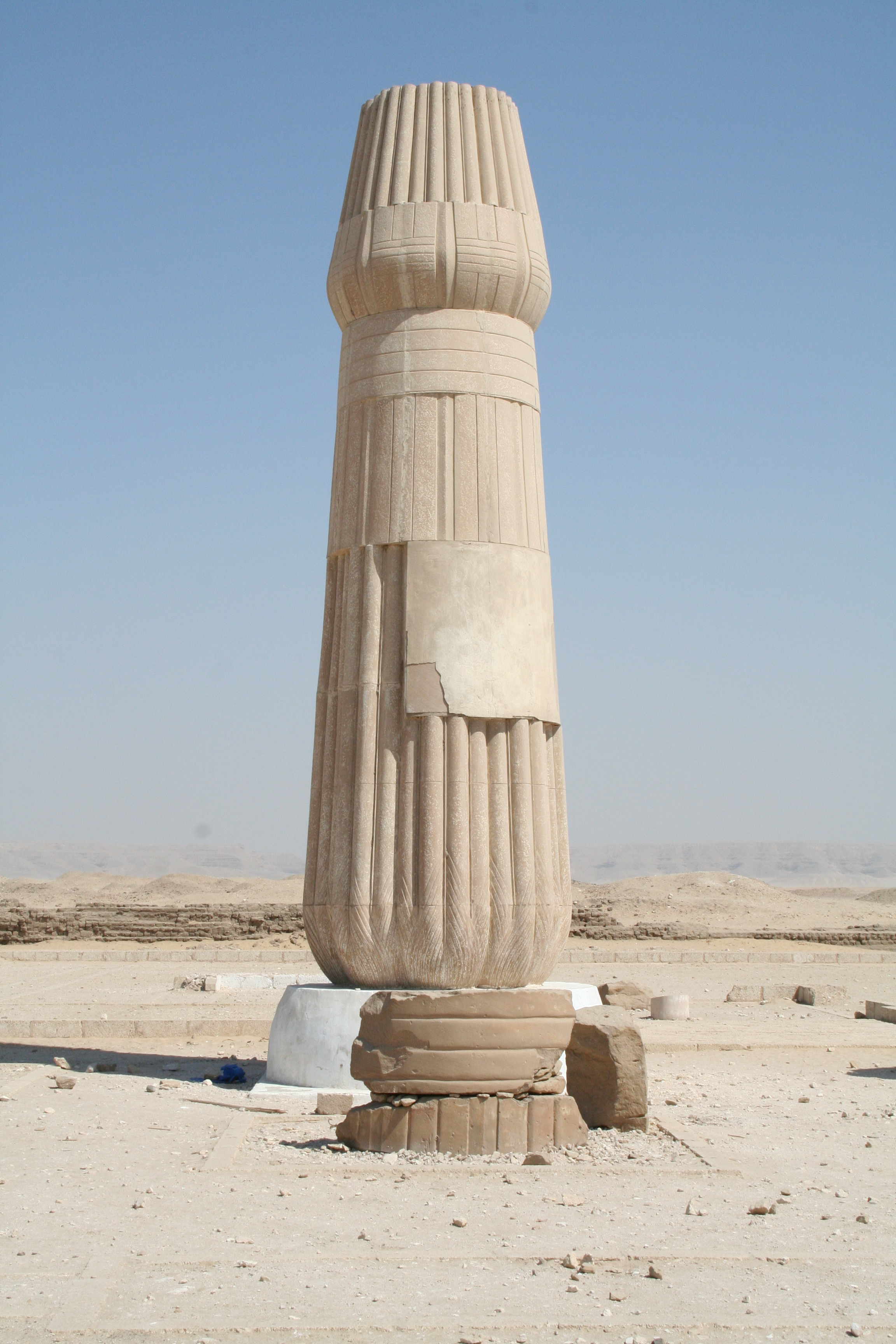
L'une des colonnes papyriformes reconstituées du sanctuaire

Un deuxième ensemble de portes pylônes avec des entrées plus petites identiques à l'entrée principale mène à cette cour. À l'intérieur des pylônes se trouvaient des niches pour les stèles de granit. Cette cour avait des entrées latérales au nord et au sud, considérées comme des entrées privées pour le roi et les prêtres respectivement. L'entrée sud dispose d'une petite maison de portier. À l'extérieur de cette porte se trouvait un amas de pierres provenant de la destruction du sanctuaire, comme celui du Grand Temple d'Aton.
Au pylône sud était rattachée une petite maison de prêtre. Des fragments d'une petite corniche peinte en uræus ont été trouvés ici.

### Cour du sanctuaire
La porte d'entrée de cette cour était à nouveau flanquée de pylônes identiques aux portes précédentes. Il n'y avait cependant pas d'entrées supplémentaires ni de niches pour les stèles. Des arbres entourent le sanctuaire du côté est. La moitié sud de la cour contenait un certain nombre de bâtiments. Dans le coin sud-est, il y avait un petit bâtiment en briques qui contenait une série de pièces, dont une avec une estrade. Au nord-ouest de ce bâtiment se trouvait un autre pièce, accessible par une rampe, qui était peut-être une chapelle subsidiaire. À l'ouest de ce bâtiment se trouvait un autre ensemble, composé d'une seule pièce, qui était relié à l'aile sud du sanctuaire par une série de murs qui appartenaient peut-être à une petite maison. Ses murs étaient épais et bien construits, et le sol était pavé de briques.

### Sanctuaire
Une rampe de boue blanchie à la chaux menait à cette zone. De chaque côté de cette rampe se trouvaient des tables d'offrande en briques crues et au centre un grand autel en briques crues. La cour entière était pavée de plâtre de boue. Cette zone semble être la partie la plus ancienne du complexe, car elle repose sur du gravier propre et sa surface repose sur la porte d'entrée ultérieure du pylône. Ce « Grand Autel » fut plus tard démoli jusqu'au niveau du sol et certaines de ses briques furent incorporées à l'agrandissement des deux autels les plus proches de l'entrée, qui auraient pu servir de bases aux statues.
En 1994, des répliques en béton des colonnes papyriformes ont été assemblées dans leur position initiale devant la cour intérieure du sanctuaire. Ces colonnes sont des répliques basées sur les fragments trouvés lors des fouilles de 1931 et ont été fabriquées en Égypte à partir de moules fabriqués en Angleterre.